# Tipula (Eumicrotipula) obscuricincta
Tipula (Eumicrotipula) obscuricincta is een tweevleugelige uit de familie langpootmuggen (Tipulidae). De soort komt voor in het Neotropisch gebied.